# Магурский (национальный парк)
Магурский (пол. Magurski Park Narodowy) — национальный парк на юго-востоке Польши, вблизи границы со Словакией. Расположен на границе Малопольского и Подкарпатского воеводств.
Занимает большую часть верхней части бассейна реки Вислока. Парк был создан в 1995 году с площадью 199,62 км², однако впоследствии территория была уменьшена до 194,39 км². Рельеф парка представлен главным образом горным массивом Магура Вятковска с высшей точкой — горой Вяткова, высота которой составляет 847 м над уровнем моря. Другие горы включают: Магура (842 м), Велка-Гура (719 м) и Тысовым (713 м). Водные ресурсы представлены рекой Вислока и её притоками.
Лесом покрыты 95,3 % территории парка. В парке встречаются 135 видов птиц, включая орлов, филинов и аистов. Млекопитающие включают европейских бурых медведей, обыкновенных рысей, среднеевропейских лесных котов, евразийских волков, выдр и др. Водятся змеи и саламандры, а также огромное количество видов насекомых.